# Arbetslivsutveckling
Arbetslivsutveckling, ALU, var en svensk arbetsmarknadsåtgärd som tillämpades i Sverige från 1993 till 1996, med 60 000 deltagare som mest.
ALU bedrevs först som en försöksverksamhet 1993-1994.